# 加洛林板塊
加洛林板塊是新畿內亞以北的小型板塊，與西面的鳥首板塊和南面的木百靈板塊邊界形成隱沒帶，北面與太平洋板塊相接形成轉形斷層，而與菲律賓板塊之間形成聚合板塊邊緣。